# تئودور ون کرک
تئودور ون کرک (به انگلیسی: Theodore Van Kirk) ملقب به "داچ"، وقتی که ۲۴ ساله بود ناوبر هواپیمای "انولا گی" شد که بمب اتمی را روی هیروشیما انداخت و باعث نابودی هیروشیما شد.